# Homoneura houghii
Homoneura houghii är en tvåvingeart som först beskrevs av Daniel William Coquillett 1898.  Homoneura houghii ingår i släktet Homoneura och familjen lövflugor. Inga underarter finns listade i Catalogue of Life.